# Colégio Catarinense
O Colégio Catarinense (CC) é um tradicional colégio particular de Florianópolis. Fundado em 1905 por padres jesuítas, o colégio é uma importante instituição da história Florianopolitana. O CC foi a primeira sede da Federação Catarinense de Futebol, fundada em 12 de abril de 1924. O Colégio abriga ainda o Museu do Homem do Sambaqui, um museu arqueológico com grande acervo antropológico sobre os primeiros habitantes da Ilha de Santa Catarina e a sede escoteira do Grupo Escoteiro Anchieta.

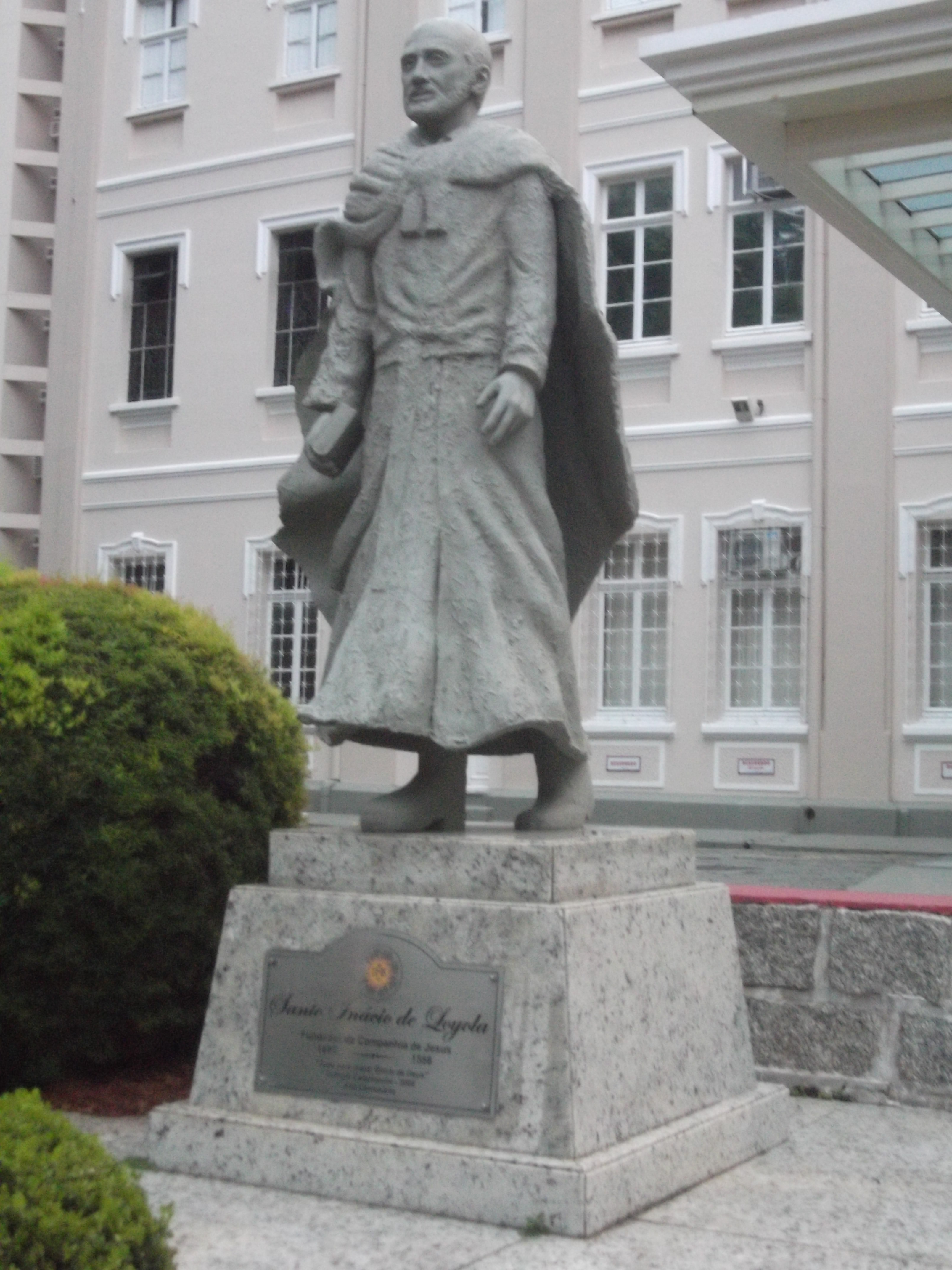
Estátua de Santo Inácio de Loyola, fundador da Companhia de Jesus, colocada na entrada administrativa do Colégio.

## Sobre
A instituição foi fundada em 1905 por jesuítas, a pedido do governador de Santa Catarina na época. A Companhia de Jesus foi fundada por Santo Inácio de Loyola em 1540.
O Ginásio Catarinense iniciou as atividades com 176 alunos, sendo 56 internos e 120 externos. Nos primeiros anos, sem sede própria, as aulas aconteciam na moradia do Governador (Vila dos Pamplonas). Posteriormente, a residência e os arredores foram adquiridos pelos jesuítas para a construção do atual prédio.
Em 1970, estudantes do sexo feminino passaram a ser admitidas no colégio.
O Colégio Catarinense é mantido pela Associação Antônio Vieira, certificada como Entidade Beneficente de Assistência Social - CEBAS, nas áreas de educação e assistência social. Desenvolve o Programa de Inclusão Educacional e Acadêmica - PIEA, oferecendo Bolsas de Estudo conforme vagas disponíveis por nível de ensino dentro do período letivo e que se enquadrem nos critérios estabelecidos na Lei de n° 12.101/2009, Lei n° 12.868/2013 e Decreto n° 8.242/2014. 
No ENEM de 2015, o Colégio Catarinense ocupou a 20ª posição dentre as 100 melhor colocadas escolas catarinenses.

## Projeto Magis
O projeto Magis é uma proposta que visa a ampliar oportunidades educativas. A partir dele, os alunos do Colégio Catarinense têm uma infinidade de atividades complementares – integradas ao currículo escolar – que combinam conhecimento, convivência, formação e alegria, envolvendo esporte, arte, cultura, aprofundamento de aprendizagem e Pastoral, todas visando à formação integral e social dos alunos. As atividades acontecem em contraturno: quem estuda de manhã faz à tarde, quem estuda à tarde faz de manhã.

## Museu doHomem doSambaqui
O Colégio conta com um museu para preservar o patrimônio cultural do local, em especial, como viviam as comunidades que habitavam a região há milhares de anos. O Museu é resultados de anos de dedicação do padre e pesquisador jesuíta João Alfredo Rohr, SJ.
Além dos artefatos arqueológicos, o Museu conta com itens históricos com uma carta assinada pelo presidente paraguaio Francisco Solano Lopez em 1864 (no mesmo ano, o Império do Brasil entraria em guerra contra o Paraguai).

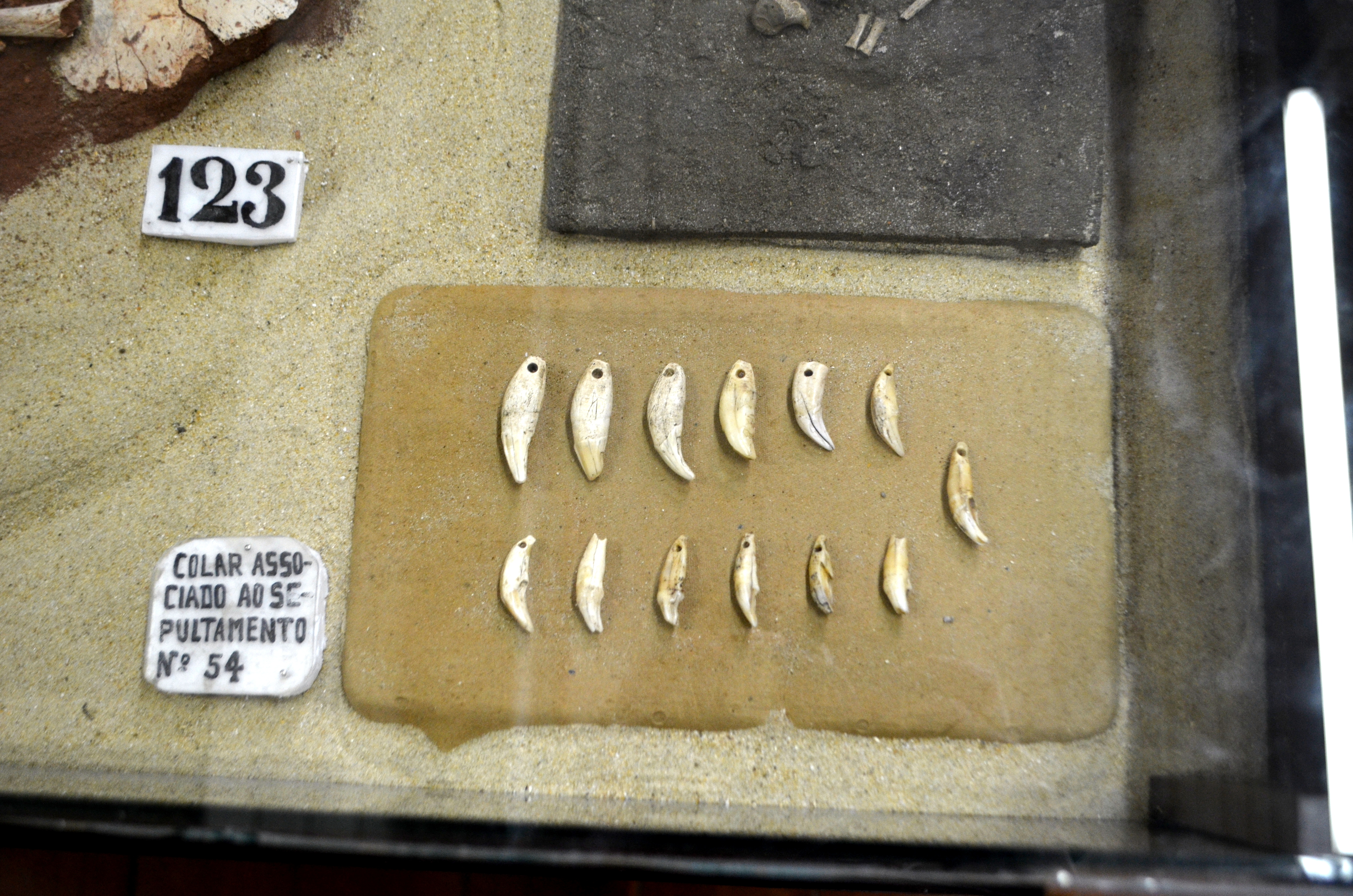
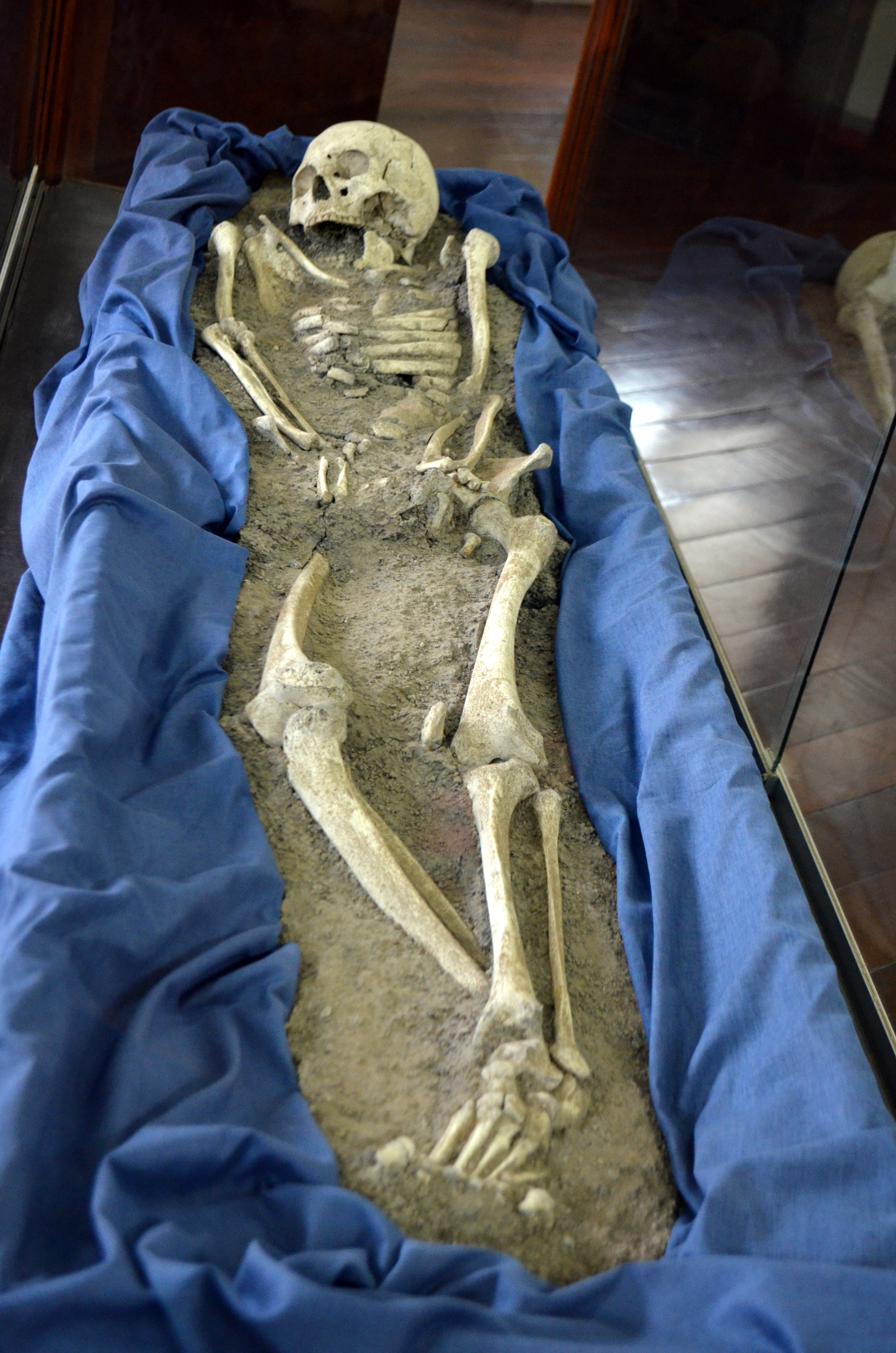
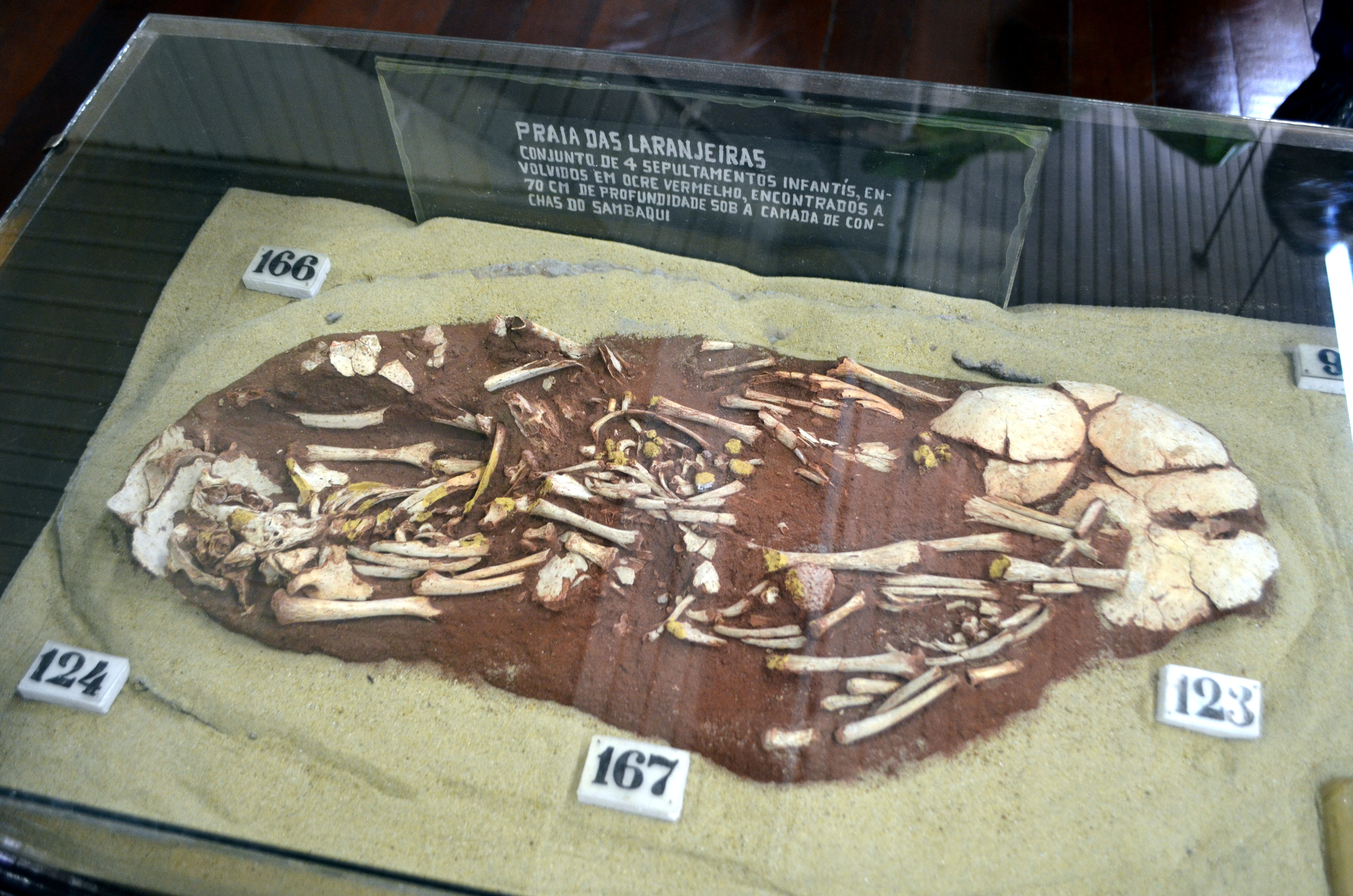
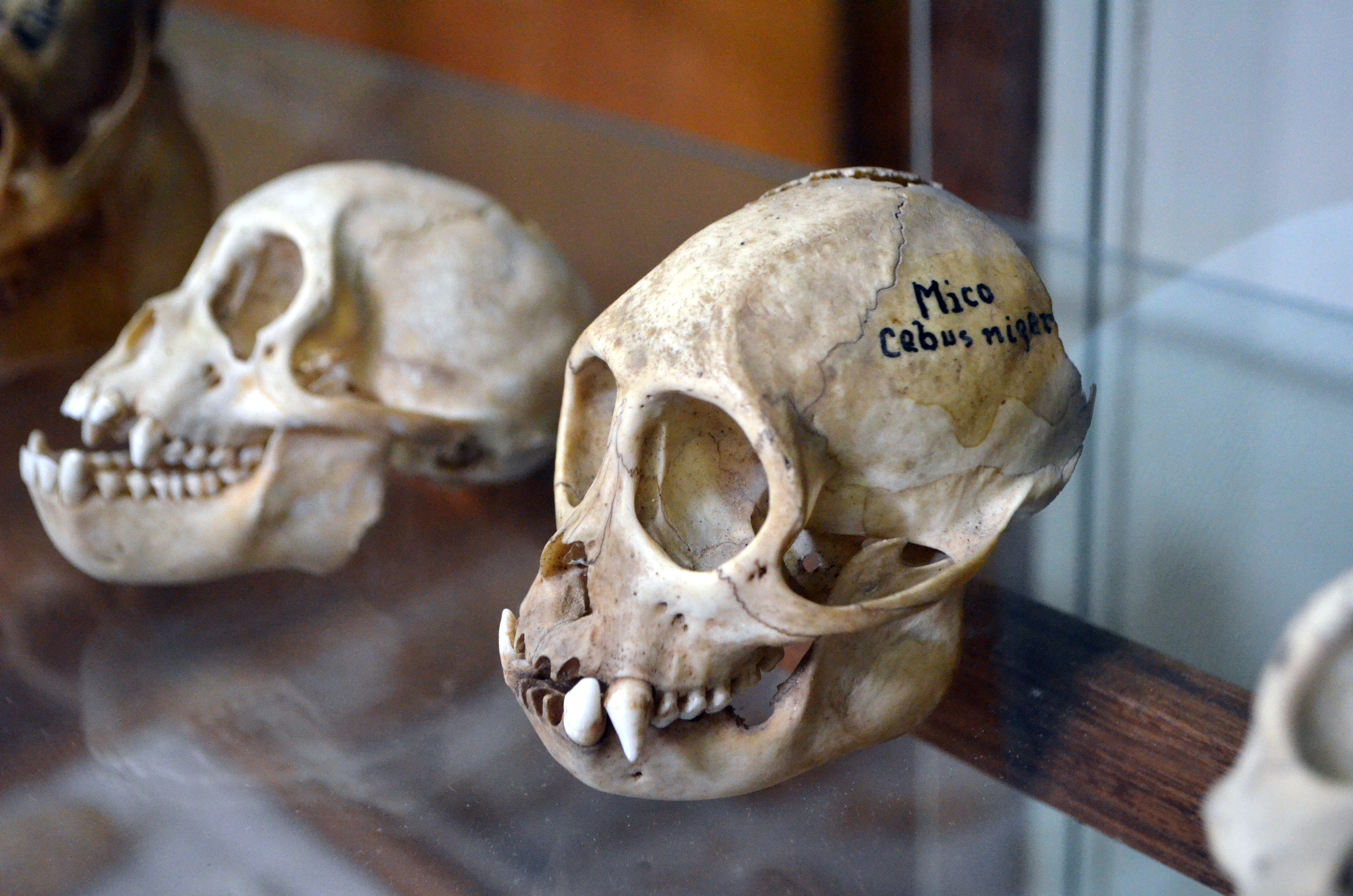
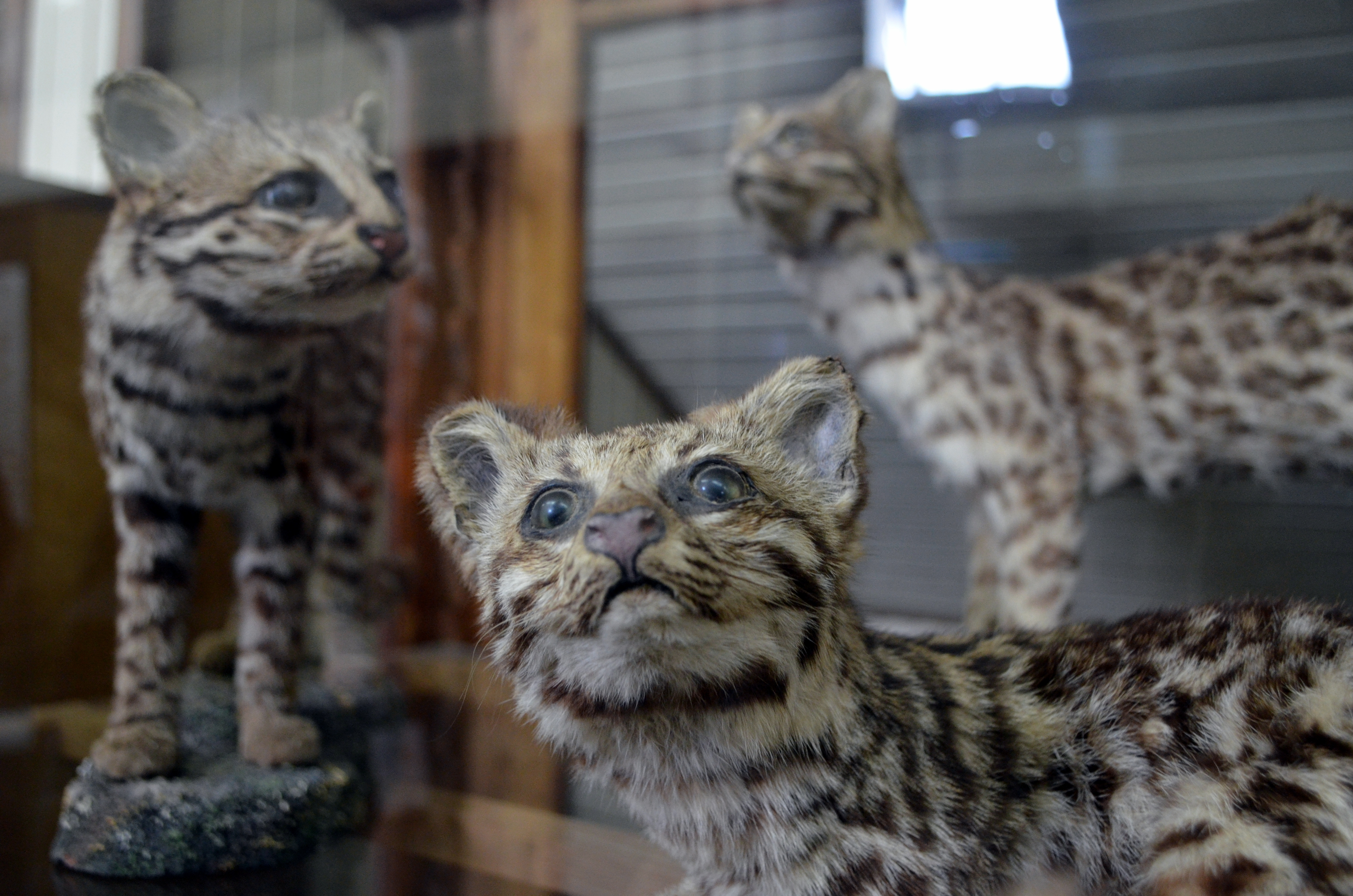
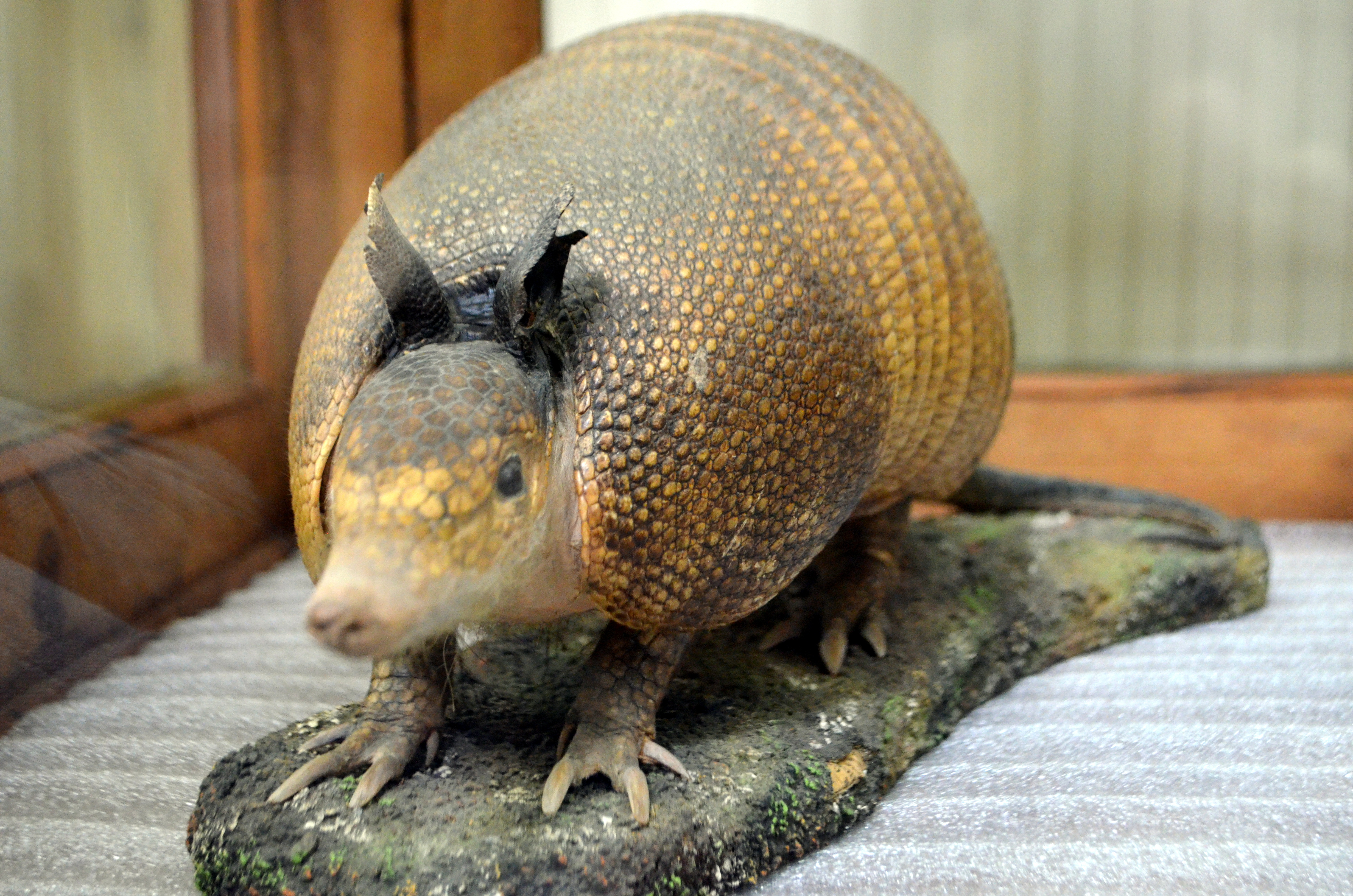

## Diretores
- Pe. Norberto Ploes S.J. (1906-1908)
- Pe. Henrique Boock S.J. (1909-1915)
- Pe. Luiz Zuber S.J. (1916-1923)
- Pe. Agostinho Scholl S.J. (1924)
- Pe. Francisco Xavier Zartmann S.J. (1925-1927)
- Pe. Max Schneller S.J. (1928-1930)
- Pe. Emílio Dufner S.J. (1931-1934)
- Pe. Walter Hofer S.J. (1935-1939)
- Pe. Alvino Berttholdo Braun S.J.[5] (1940-1946)
- Pe. João Alfredo Rohr S.J.[5] (1946-1953)
- Pe. José Hartlieb Nunes S.J. (1953-1958)
- Pe. Antônio Leobmann S.J. (1958-1962)
- Pe. Alvino Berttholdo Braun S.J. (1962-1964)
- Pe. Eugênio Rohr S. J. (1964-1975)
- Pe. Aegio Körbes S.J. (1975-1982)
- Pe. Kuno Paulo Rohden S. J. (1982-2000)
- Pe. João Cláudio Rohden S.J. (2000-2010)
- Pe. Mario Lündermann S.J. (2011-2013)
- Sr. Afonso Luiz Silva (2014-2019)
- Pe. João Cláudio Rohden (2019-2022)
- Pe. Eduardo R. Severino S.J. (2022-)

## Ex-professores
- Aníbal Nunes Pires (poeta e professor universitário)
- Eleutério Nicolau da Conceição (físico, professor universitário e desenhista)
- Henrique Fontes (advogado, co-fundador da ACL e idealizador da Cidade Universitária da UFSC)
- João Alfredo Rohr (jesuíta, arqueólogo e educador)

## Ex-alunos
- Antônio Augusto Nóbrega Fontes (folclorista)
- Arão Rebelo (político)
- Carlos Alfredo Hablitzel (engenheiro e fundador do Museu Histórico Naval em São Vicente)
- Celso Ramos (político, 17º Governador de Santa Catarina)
- Daniel Agostinho Faraco (político, Ministro de Estado)
- Esperidião Amin (administrador, professor universitário, político, 22.º e 26.º Governador de Santa Catarina)
- Francisco Barreiros Filho (político e educador)
- Hugo Mund Júnior (poeta e artista plástico)
- Ivo Müller (ator)
- João Bayer Filho (político e professor universitário)
- Joe Collaço (advogado, político e co-fundador da ACL)
- Joel Vieira de Souza (futebolista)
- Jonas de Oliveira Ramos (médico)
- Jorge Lacerda (político e 16.º Governador de Santa Catarina)
- Laércio Caldeira de Andrada (advogado e professor universitário)
- Milton Luís Valente (jesuíta e intelectual)
- Nicolau Nagib Nahas (poeta e teatrólogo)
- Paulo Afonso Evangelista Vieira (advogado, político e 25.º Governador de Santa Catarina)